# اللغة الإستونية
اللغة الإستونية (eesti keel إيستي كيل أصد: ‎[ˈe:sti ˈke:l]‏) هي اللغة الرسمية في إستونيا وإحدى اللغات الرسمية للاتحاد الأوروبي. يتحدثها أكثر من مليون شخص في إستونيا، وضمن المهاجرين الإستونيين في العالم.
الإستونية هي إحدى عائلة اللغات الأورالية، التي تنتمي إليها الفنلندية والمجرية، وهي قريبة منهما لغوياً. إحدى سمات الإستونية التي استهوت الباحثين واللغويين هي وجود ثلاثة درجات للأصوات، قصير، وطويل، وطويل جداً. على سبيل المثال: /toto/ و/toˑto/ و/to:to/.

## التصنيف (النسب)
تنتمي اللغة الإستونية إلى فرع الفينية البلطيقية من اللغات الأورالية. إضافة للغة الإستونية، يضم فرع الفينية البلطيقية اللغة الفنلندية وعدد من لغات الأقليات المتحدث بها في أنحاء بحر البطليق وفي مناطق سانت بطرسبورغ وكاريليا في روسيا.
إلى جانب الفنلدنية، المجرية، والمالطية، الإستونية هي واحدة من أربعة لغات رسمية في الاتحاد الأوروبي التي لا تنتمي إلى عائلة اللغات الهندية الأوروبية. رغم بعض التوافق في المفردات، فإن الإستونية والفلندية غير مرتبطتين باللغات القريبة منهما جغرافيا، وهي السويدية، اللاتيفية، والروسية (حيث أن هذه الأخيرة كلها لغات هندية أوروبية)، لكنهما مرتبطتان بلغات الأقليات: اللغة الكاريلية واللغة الليفونية.
رغم الاختلاف في النسب، تشترك الإستونية والألمانية في العديد من الكلمات. هذا لأن اللغة الاستونية استعارت العديد من المفردات من اللغات الجرمانية، خاصة الألمانية الدنيا الوسطى، خلال فترة الحكم الألماني. يقدر عدد المفردات المستعارة من الألمانية بحوالي 22–25 بالمائة. إلى جانب الألمانية، فقد استعارات الإستونية العديد من المفردات من السويدية والروسية.
الإستونية هي لغة إلصاقية، لكن عكس الفلندنية، فقد فقدت خاصية الانسجام المصوت. تحدث المصوتات الأمامية في المقطع اللفظي الأول أو المشدد فقط. خاصية الانسجام المصوت لا تزال موجودة في بعض النصوص القديمة وكذلك بعض اللهجات في جنوب إستونيا.